# 基里姆 (科羅拉多州)
基里姆（英語：Kelim）是位於美國科羅拉多州拉里默爾縣的一個非建制地區。該地的面積和人口皆未知。

## 地理
基里姆的座標為40°24′24″N 104°57′03″W / 40.40667°N 104.95083°W，而該地的平均海拔高度為1505米（即4938英尺）。